# Bernabé Cano García
Bernabé Cano García (La Nucia, ?) és un polític i metge valencià, alcalde del seu poble des de 2001.
Llicenciat en Medicina per la Universitat d'Alacant, Bernabé Cano comença en política amb només 28 anys quan accedeix al consistori de la Nucia en la legislatura 1991-1995 com a regidor del Partit Popular (PP) després que el seu pare Camilo Cano, lider del partit i alcalde de la Nucia (últim del franquisme i primer de la democràcia), morira i la llista electoral correguera en el seu favor. El 1995 Cano és triat regidor a la candidatura liderada per Diego Such i el substituirà a meitat mandat quan Such és nomenat conseller del govern de la Generalitat Valenciana d'Eduardo Zaplana.
Bernabé Cano ha guanyat totes les eleccions locals des d'aleshores esdevenint alcalde de la Nucia des de 2001 a l'actualitat. Ha estat diputat provincial la Diputació d'Alacant en dos períodes: de 2007 a 2011 i de 2015 a l'actualitat, amb responsabilitats de govern en matèria d'esport.
La gestió de Cano s'ha vist esguitada per diversos escàndols polítics. El 2007 va ser acusat de manipular el cens electoral per tal de guanyar les eleccions d'aquell any. La seua relació amb empresaris condemnats al cas Gürtel com Álvaro Pérez 'El Bigotes' han aflorat les sospites de corrupció cap a la seua persona i també va protagonitzar una polèmica quan es va descobrir que Cano havia rebut la vacuna contra la Covid-19 de manera indeguda, en el context de la pandèmia de l'any 2020.
Cano és germà de Marián Cano, empresària i política que l'any 2024 va ser nomenada consellera de la Generalitat Valenciana presidida per Carlos Mazón.